# المسقف (المحويت)

تعديل مصدري - تعديل

المسقـف هي إحدى قرى عزلة بني الوليد بمديرية المحويت التابعة لمحافظة المحويت، بلغ تعداد سكانها 293 نسمة حسب تعداد اليمن لعام 2004.